# رساوچینا
رساوچینا (به انگلیسی: Resavčina) رودخانه‌ای است که در صربستان جریان دارد.